# Shoptet
Shoptet, a.s. je společnost se sídlem v Praze, podnikající v oblasti pronájmu hotového technického řešení e-shopů.

## Historie
Shoptet vznikl v roce 2009 jako projekt firmy Cybergenics s.r.o. Ing. Tomáše Krejčího a Miroslava Uďana. V roce 2011 do firmy vstoupil investor a spoluzakladatel portálu Centrum.cz Ondřej Tomek. V roce 2013 se firma přejmenovala na Shoptet s.r.o. Ředitelem a jednatelem firmy se stal Miroslav Uďan.

## Produkty společnosti

### E-shopy
Šablonový systém e-shopů, s vlastním redakčním systémem fungujících na společném jádru v češtině, angličtině, slovenštině, vietnamštině, maďarštině, polštině a němčině. 

### Vzdělávací služby
Společnost Shoptet se podílí na vzdělávání veřejnosti v oblasti online podnikání. Ve spolupráci s odborníky na e-commerce vznikl Průvodce úspěšného eshopaře. Svým obsahem přispívá i na vzdělávací server Vzdělávej.se.
Společnost se podílí se službou Zboží.cz na projektu Česká e-commerce, informujícím o stavu českého online podnikání, mapuje trendy a shromažďuje data o e-shopech, dopravcích i zákaznících. Společnost se stala patronem komunitní e-commerce konference ShopCamp, s každoročním veletrhem a odbornými přednáškami.